# قیفک صدتومانی
قیفک صدتومانی (نام علمی: Conus adamsonii) نام یک گونه از فراراسته تازه‌شکم‌پایان است.